# Гонзало де Берсео
Гонзало де Берсео (око 1195 — између 1253-1260) први је познати шпански песник који је писао на кастиљанском језику и најзначајнији представник клеричке песничке школе (mester de clerecía).

## Биографија
Рођен је у малом месту у области Ла Риоха на северу Шпаније.
Има мало познатих чињеница о његовом животу, али у самим његовим делима могу се пронаћи поједини аутобиографски мотиви. Познато је да је живот провео у бенедиктинском манастиру Сан Миљан де ла Когоља, где је обављао дужност секуларног клерика. Био је веома смиреног духа, побожан и образован. Познавао је латински језик. Богоугодном дужношћу сматрао је писање стихова, те је сва своја дела писао са циљем да буде од користи манастиру. Себе је називао obrero de Dios, juglar de Dios, trovero de la Gloriosa, versificador (Божији радник, Божији хуглар, Богородичин хуглар, версификатор).
Познато је и да је био активан учесник у друштвеном животу свога краја, као и то да је био пријатељ са Тељом Тељес де Менесесом, који је био покретач идеје о оснивању првог шпанског универзитета у Паленсији.

## Дело
Аутор је девет песничких дела и сва су наративног карактера, припадају религиозној књижевности и могла би се сврстати у оквире неисторијске епике.
Написао је један наративни спев о чудима Богородице, три хагиографије и неколико доктриналних списа.
Збирка под називом Чуда наше Госпе (Milagros de Nuestra Señora) представља најзначајније дело Гонзала де Берсеа. Дело је настало између 1236. и 1246. године. Садржи 25 наративних песама и у свакој од њих описано је по једно Богородичино чудо. Ова тема била је омиљена у западној Европи тога времена, нарочито у Француској. Посебно од 12. до 14. века маријанске теме биле су веома популарне како у образованим круговима, тако и у народу. У већини европских књижевности тога времена постојале су збирке легенди о Богородичиним чудима и њеној помоћи онима који су јој били верни. Берсео је ову збирку саставио на основу рукописа на латинском у којима су се налазиле бројне легенде о чудима Девице Марије, па се тако претпоставља да је рукопис из Копенхагена био извор за његово дело. Од укупно 25 обрађених чуда у овом делу, Берсео је обрадио 24, а једно је преузео из шпанске традиције- La iglesia robada (Похарана црква). Он даје готово људски лик Девице Марије, која наизменично поприма обрисе мајке-заштитнице, спаситељице, одане пријатељице, али и идеалне жене, краљице међу женама, у чему се уочава преплитање верског и световног (религиозног заноса и обожавања вечно женског), ученог и народног, фантастичног и реалног, као и других утицаја.
Многи верници су посећивали манастир у ком је боравио, нарочито због свог повољног положаја-налазио се у близини познате ходочасничке руте Пут за Сантијаго (Camino de Santiago) и верује се да је један од разлога за писање "Чуда наше Госпе" био управо ауторов покушај да привуче што бише верника у манастир.
Ова збирка песама интернационалног је карактера јер јунаци припадају различитим националностима, узрастима, половима, верама, професијама.
Житије светог Емилијана (Vida de San Millán) јесте Гонзалова најзначајнија хагиографија, а претпоставља се и хронолошки прва. У питању је животопис заштитника манастира у ком је Берсео боравио, а грађу за само дело нашао је прозном тексту на латинском језику Vita beati Aemiliani чији је аутор сарагоски бискуп Браулије. Берсео је своје дело превео са латинског језика на народни, а иако је изворни текст био у прозном облику, он га је пренео у песничку форму, која је била нова за његово време-cuaderna vía.
Прича је изложена у три дела: живот свеца, подвизи које је учинио за живота и чуда која је учинио после смрти. Постоје полемике о самом разлогу писања овог дела (Б. Дјутон)-наиме, сматра се да је написано како би се допринело оживљавању славе овог свеца, као и економском напретку манастира Сан Миљан де ла Когоља.
Друга Берсеова хагиографија Житије светог Доминика силоског (Vida de Santo Domingo de Silos) такође је преведена са латинског. Ради се о делу Vita Sancti Dominici опата Грималдија.
Vida de Santa Oria (Житије свете Орије) представља хагиографију са највише лирских одлика. Извор који аутору послужио за писање овог дела није познат, али се претпоставља да је такође био на латинском.
Остала дела:
- Loores de Nuestra Señora
- Duelo que fizo la Virgen
- Martirio de San Lorenzo
- De los signos que aparecen antes del Juicio Final
- Del sacrificio de la misa

## Стил
Берсеов стил одликују динамичност и живост. Био је вешт и талентован песник и употребом стилских средстава успевао је да дело приближи читаоцу. Берсео нам се представља
као даровит песник, проницљив психолог и изузетан сликар свога времена. Будући да је припадник клеричке песничке школе, у његовим делима јавља се метричка правилност. Стихови које најчешће користи су четрнаестерци које групише у строфе које се називају cuaderna vía (по четири стиха у једној строфи). Међутим, иако припада клеричкој песничкој вештини, приметан је утицај хугларске песничке школе, нарочито због употребе епских формула и епитета, као и обраћања публици.
У његовим стиховима може се наићи на мноштво речи и реченичних конструкција из народног говора, као и аутобиографских чињеница.
Речи Менендеза Пелаја укратко осликавају Берсеов стил: Реализам приповедања, блага чедност стила, са извесном лукавошћу и наивном препреденошћу која је одувек била врло кастиљанска и која се налази и у најпобожнијим делима и код најаскетскијих аутора: пријатна мешавина монашког и народног утиснули су у Берсеову уметност сопствени и веома посебни печат.

## Клеричка песничка школа и Гонсало де Берсео
Mester de clerecía представља вештину коју су неговали клерици у периоду од средине 13. до краја 14. века. Клерик (clérigo) је био образован човек који је познавао латински језик и схоластику. Клерици су најчешће стварали под окриљем цркве или манастира, али нису били искључиво свештена лица. Клеричка поезија јесте учена поезија чије су најзначајније одлике: 
1. метричка правилност- новина коју доноси ова школа; строфа (cuaderna vía) од четири четрнаестерца (verso alejandrino) са паузом после седмог слога
2. дела су писана на народном језику
3. рима је консонантска
4. дијапазон тема се шири-присутне су и друге теме осим историјских

Све ове одлике могу се уочити и у Берсеовом стилу. Управо се он сматра најзначајнијим представником ове вештине.

## Језик
Берсео, иако добар познавалац латинског језика, своја дела пише на народном старокастиљанском језику из 13. века. Користи лексику која је блиска верницима, као и народне изразе да би превео одређену учену реч, па се често могу запазити дублети-у једном делу може се наићи на исту реч и на латинском и на народном језику. Према томе, јасно је његово настојање да протумачи латинске текстове и приближи их народу.